# Ontologiska gudsbeviset
Det ontologiska gudsbeviset (av grekiska ὄν, on, "det varande", presens particip av εἶναι, einai, "vara" och λόγος, logos, "ord", "lära") är ett argument som söker påvisa Guds existens genom en a priori-reflektion över gudsbegreppets rent begreppsliga innehåll, alltså utan att använda sig av erfarenheten eller den materiella världen som i exempelvis det kosmologiska gudsbeviset. Guds existens är enligt det ontologiska argumentet logiskt eller begreppsligt nödvändig. Om vi antar att Gud inte existerar kan vi enligt argumentets förespråkare härleda en motsägelse. Gudsbeviset finns i flera olika varianter, men ser i sin grundform ut så här:
Enligt vårt gudsbegrepp är det omöjligt för oss att föreställa oss någonting mera fulländat eller mera fullkomligt än Gud. Om vi då antar att Gud inte existerar, skulle detta innebära en ofullkomlighet hos honom, nämligen det faktum att han inte existerar. Alltså kan vi föreställa oss någonting som är mer fulländat än Gud, nämligen något som har alla Guds egenskaper plus egenskapen att existera. Men detta strider mot begreppet Gud, som definitionsmässigt är det mest fullkomliga man kan föreställa sig. Alltså måste Gud existera.
Ett annat sätt att formulera beviset är detta: Vi kan föreställa oss en fulländad Gud. Om Gud inte existerar, så är han inte fulländad i alla avseenden. Alltså måste han existera.

## Kritik
Immanuel Kant kritiserade beviset med utgångspunkt i att det är felaktigt att betrakta existens som ett predikat. En person som föreställer sig något icke-existerande, till exempel 100 daler i en tom byxficka, kan ge en uttömmande beskrivning av detta icke-existerande objekts egenskaper trots att objektet inte existerar. Uppfattningen om de 100 dalerna, alltså prediceringen om dem, har ingenting att göra med deras existens, och analogt har uppfattningen om Gud ingenting att göra med Guds existens eller icke-existens. Kants landsman Frege vidareutvecklade dennes kritik i samband med införandet av första och andra ordningens predikat, där predikat av första ordningen säger någonting om individer ("den där bollen är grön") och där predikat av andra ordningen säger något om begrepp ("alla bollar är runda"). Felslutet i det ontologiska gudsbeviset består då i att predikatet "existens" används om begreppet Gud, trots att det är ett första ordningens predikat och alltså bara kan användas om individen Gud.

## Historia
Gudsbevisets upphovsman var den italienskfödde munken Anselm av Canterbury. Den skrift där gudsbeviset presenterades var Proslogion (Tilltal), som författades omkring 1077 då Anselm var abbot och prior i klostret Bec i Normandie. Beviset har spelat en viktig roll genom den teologiska och filosofiska historien, och har inspirerat många tänkare till varianter eller motbevis, till exempel Bonaventura, Descartes, Spinoza, Leibniz och Kant. Även i modern tid har argumentet haft flera försvarare, bland andra den amerikanske filosofen Alvin Plantinga som har utarbetat en modallogisk version av beviset. Den förste som kallade beviset för det "ontologiska" gudsbeviset var Immanuel Kant på 1700-talet.